# Hažín
Hažín (ungarisch Gézsény, älter auch Gezsény) ist eine Gemeinde im Osten der Slowakei mit 466 Einwohnern (Stand 31. Dezember 2024), die zum Okres Michalovce, einem Teil des Košický kraj, gehört und in der traditionellen Landschaft Zemplín liegt.

## Geographie
Die Gemeinde befindet sich in der Ostslowakischen Ebene im Ostslowakischen Tiefland, zwischen den Flüssen Laborec und Čierna voda, südlich des Stausees Zemplínska šírava. Das Ortszentrum liegt auf einer Höhe von 122 m n.m. und ist neuneinhalb Kilometer von Michalovce entfernt.
Nachbargemeinden sind Zalužice im Westen und Norden, Lúčky im Nordosten, Závadka im Osten, Blatné Revištia, Blatné Remety und Iňačovce im Südosten und Jastrabie pri Michalovciach im Süden.

## Geschichte
Hažín wurde zum ersten Mal 1336 in einer Urkunde des Bistums Erlau als Kysgesun schriftlich erwähnt, weitere historische Bezeichnungen sind unter anderen Eghazatlangesun (1337), Wygeson (1419), Kysgesen (1520) und Hazín (1808). Neben diesem Dorf gab es im Mittelalter einen ebenfalls 1336 erwähnten Ort namens Noghgesun oder Ogesun, der im frühen 15. Jahrhundert eingegliedert wurde. Hažin war Teil der Herrschaft von Großmichel, im frühen 18. Jahrhundert entvölkerte sich der Ort wegen Flucht der Untertanen. 
1715 gab es 11 Untertanen-Haushalte im Ort. 1828 zählte man 67 Häuser und 562 Einwohner, die als Landwirte und Viehzüchter tätig waren. Im 19. Jahrhundert besaßen die Familien Grünwald und Sztáray die Ortsgüter.
Bis 1918/1919 gehörte der im Komitat Ung liegende Ort zum Königreich Ungarn und kam danach zur Tschechoslowakei beziehungsweise heute Slowakei. Nach 1918 waren die Einwohner vor allem als Landwirte beschäftigt. Nach dem Zweiten Weltkrieg wurde die örtliche Einheitliche landwirtschaftliche Genossenschaft (Abk. JRD) im Jahr 1949 gegründet, ein Teil der Einwohner pendelte zur Arbeit nach Michalovce und Košice.

## Bevölkerung
| Jahr                | 1994 | 2004    | 2014    | 2024    |
| ------------------- | ---- | ------- | ------- | ------- |
| Anzahl der Personen | 435  | 452     | 478     | 466     |
| Unterschied         |      | +3,90 % | +5,75 % | −2,51 % |

| Jahr                | 2023 | 2024    |
| ------------------- | ---- | ------- |
| Anzahl der Personen | 472  | 466     |
| Unterschied         |      | −1,27 % |

Nach der Volkszählung 2011 wohnten in Hažín 465 Einwohner, davon 421 Slowaken sowie jeweils ein Deutscher, Tscheche und Ukrainer. 41 Einwohner machten keine Angabe zur Ethnie.
182 Einwohner bekannten sich zur römisch-katholischen Kirche, 97 Einwohner zur griechisch-katholischen Kirche, 77 Einwohner zur orthodoxen Kirche, 26 Einwohner zur reformierten Kirche, 11 Einwohner zur Evangelischen Kirche A. B., drei Einwohner zu den Zeugen Jehovas und zwei Einwohner zur evangelisch-methodistischen Kirche. 22 Einwohner waren konfessionslos und bei 45 Einwohnern wurde die Konfession nicht ermittelt.

## Bauwerke und Denkmäler
- griechisch-katholische Himmelfahrt des Herrn im klassizistischen Stil aus dem Jahr 1786[6]

## Verkehr
Nach Hažín führt nur die Cesta III. triedy 3748 („Straße 3. Ordnung“), die nördlich des Ortes die Cesta I. triedy 19 („Straße 1. Ordnung“) zwischen Michalovce und Sobrance trifft. Der nächste Bahnanschluss ist in Michalovce an der Bahnstrecke Michaľany–Łupków.